# Codici vigenti in Italia
I codici vigenti in Italia sono i codici, dei testi normativi, attualmente validi e vigenti come fonti del diritto nella Repubblica Italiana.
Si differenziano dal testo unico, che pure è un testo normativo, ma a differenza di quest'ultimo non si limita a raccogliere normative esistenti; può avere carattere innovativo introducendo nuove disposizioni.

## Evoluzione storica
Dopo dopo l'unità d'Italia e fino agli anni 1920 le norme avevano principalmente la firma di legge ordinaria, regio decreto e regio decreto legge, col governo Mussolini fino agli anni 1930 vuene privilegiato il testo unico soprattutto di tipo compilativo, accompagnato da altre disposizioni di carattere attuativo; solo dopo il secondo dopoguerra in Italia vien fatto ricirso più spesso al codice, col duplice obiettivo di riordinare e coirdinare, da un lato, dall'altro di introdurre nuove leggi per adeguare la disciplina delle materie allo spirito repubblicano; tendenza rafforzata soprattutto a partire dagli anni 2000 che ha visto l'utilizzo della codificazione in  svariate materie, in particolar modo dopo la riforma del Titolo V della Costituzione della Repubblica Italiana - avvenuta nel 2001 - che ha portato in secondo piano la redazione dei testi unici misti.

## Codici vigenti

### Diritto civile
- Codice civile italiano, approvato con RD 16 marzo 1942, n° 262;
- Codice di procedura civile, approvato con RD 28 ottobre 1940, n° 1443;

### Diritto penale
- Codice penale, approvato con RD 19 ottobre 1930, n° 1398;
- Codice di procedura penale, approvato con DPR 22 settembre 1988, n° 447;

### Diritto penale militare
- Codice penale militare di guerra, approvato con RD 20 febbraio 1941, n° 303. La relativa disciplina processuale è contenuta nel Libro IV.
- Codice penale militare di pace, approvato con RD 20 febbraio 1941, n° 303. La disciplina processuale è contenuta nel Libro III.

### Materie specifiche
- Codice della navigazione, approvato con R.D. 30 marzo 1942, n° 327;
- Codice della strada, approvato con D. Lgs. 30 aprile 1992, n° 285;
- Codice del processo tributario, approvato con D. Lgs. 31 dicembre 1992, n° 546;
- Codice in materia di protezione dei dati personali, approvato con D. Lgs. 30 giugno 2003, n° 196;
- Codice delle comunicazioni elettroniche, emanato con D. Lgs. 1º agosto 2003, n. 259;
- Codice dei beni culturali e del paesaggio, approvato con D. Lgs. 10 febbraio 2004, n° 42;[1]
- Codice della proprietà industriale, approvato con D. Lgs. 10 febbraio 2005, n° 30;
- Codice dell'amministrazione digitale, approvato con D. Lgs. 7 marzo 2005, n° 82;
- Codice della nautica da diporto, approvato con D. Lgs. 18 luglio 2005, n° 171;
- Codice del consumo, approvato con D. Lgs. 6 settembre 2005, n° 206;
- Codice delle assicurazioni private, approvato con D. Lgs. 7 settembre 2005, n° 209;
- Codice dei contratti pubblici, emanato con D. Lgs. 18 aprile 2016 n° 50 (in precedenza con D. Lgs. 12 aprile 2006, n° 163);
- Codice delle pari opportunità tra uomo e donna, approvato con D. Lgs. 11 aprile 2006, n° 198;
- Codice dell'ordinamento militare, approvato con D. Lgs. 15 marzo 2010, n° 66;
- Codice del processo amministrativo, approvato con D. Lgs. 2 luglio 2010, n° 104;
- Codice del turismo, approvato con D. Lgs, 23 maggio 2011, n° 79;
- Codice delle leggi antimafia, emanato con D. Lgs. 6 settembre 2011, n° 159;
- Codice della giustizia contabile, emanato con D. Lgs 26 agosto 2016, n° 174;
- Codice del terzo settore, emanato con D.Lgs. 3 luglio 2017, n. 117;
- Codice della protezione civile, emanato con D.Lgs. 2 gennaio 2018, n. 1;
- Codice della crisi d'impresa e dell'insolvenza, emanato con D.Lgs. 12 gennaio 2019, n. 14.

## Codici non più vigenti
- Codice civile italiano del 1865
- Codice penale italiano del 1889
- Codice di commercio italiano del 1865
- Codice di commercio italiano del 1882
- Codice di procedura civile italiano del 1865
- Codice di procedura penale italiano del 1865
- Codice di procedura penale italiano del 1913
- Codice di procedura penale italiano del 1930
- Codice postale e delle telecomunicazioni, concernente l'ordinamento postale, approvato con R.D. 27 febbraio 1936 n. 645, e sostituito dal testo unico delle disposizioni legislative in materia postale, di bancoposta e di telecomunicazioni, con D.P.R. 29 marzo 1973 n. 156.